# Palacio consistorial del XV Distrito de París
El palacio consistorial del XV Distrito de París es el edificio que alberga los servicios municipales del XV distrito de París, Francia y está situado en el número 31 de la rue Péclet.

## Historia

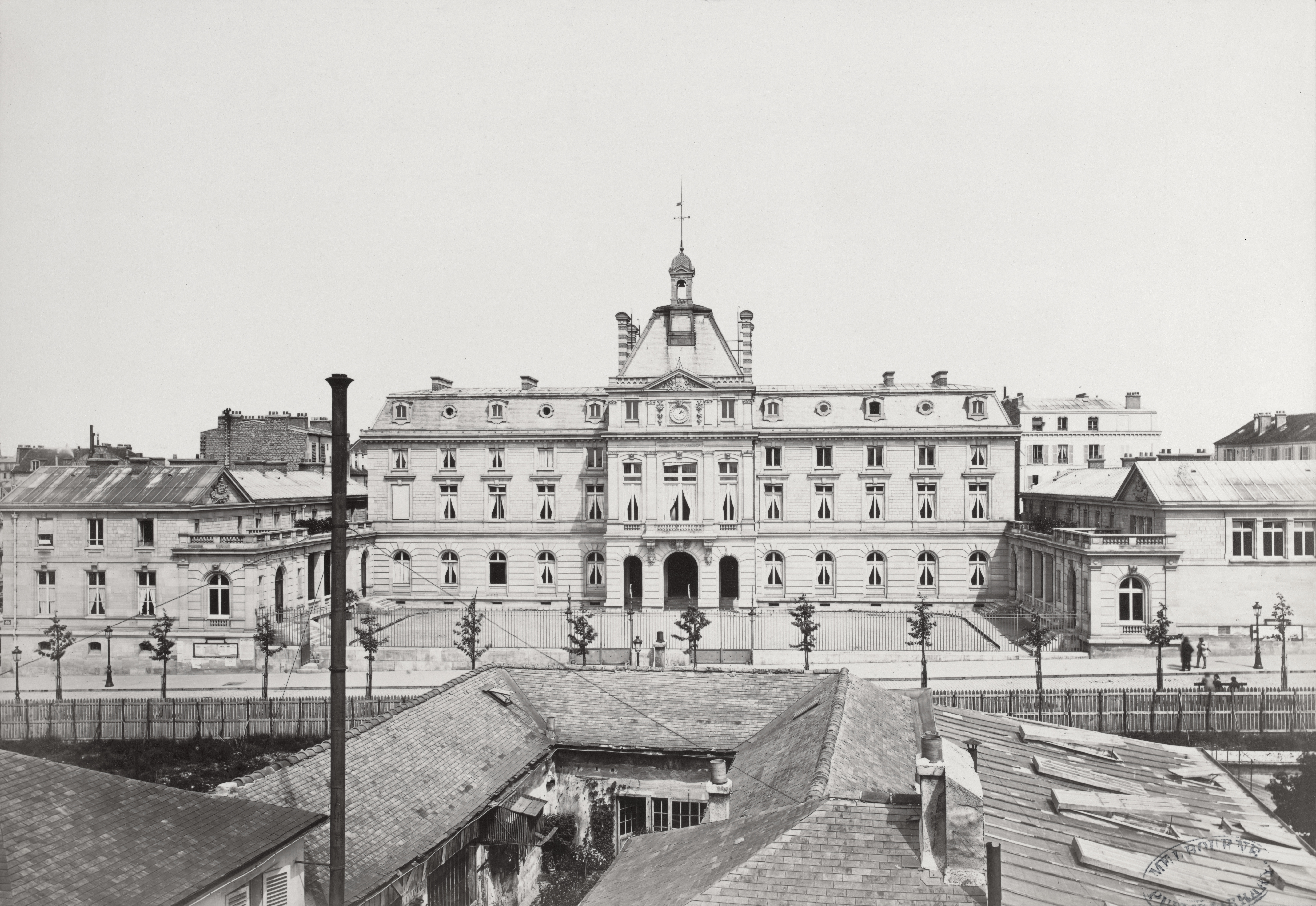
El ayuntamiento hacia 1876-1879 (fotografía de Charles Marville).

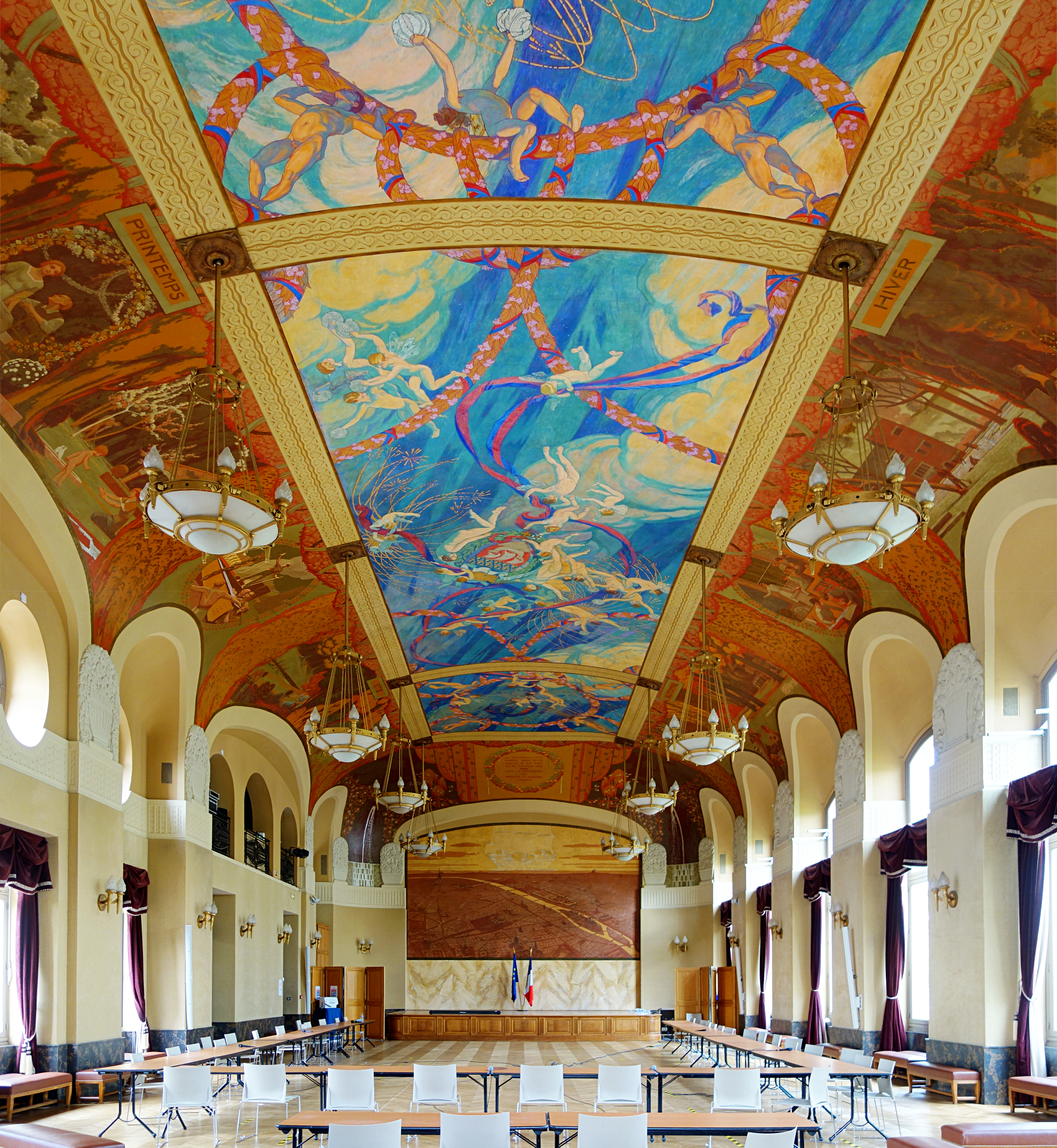
La sala de fiestas.

El antiguo ayuntamiento de Grenelle estaba en la Place du Commerce, en el cruce con la Rue Violety el edificio fue adquirido por el municipio de Grenelle en 1842.
El edificio actual fue construido por el arquitecto Désiré Louis Henri Devrez entre 1873 y 1876. En 1876, sólo incluía la parte central, habiéndose añadido posteriormente las dos alas y el campanario. La simplicidad del proyecto permitió a Devrez ganar una medalla de oro para este ayuntamiento modelo en la Exposición Universal de 1878.
El salón de bodas artesonado fue diseñado en 1886 por Ferdinand Humbert y Pierre Lagarde, quienes realizaron los motivos alegóricos del techo.
A partir de 1913, se encargó un proyecto de ampliación al arquitecto Léon Jaussely, integrando el levantamiento del ala izquierda y la reconstrucción del ala derecha.
Las dos alas contienen los servicios del registro civil en el ala izquierda, así como la sala del consejo municipal en la planta baja, la más grande de París, restaurada en 1990. La decoración del salón del pueblo en el primer piso, en estilo Art Deco, es obra del pintor decorador Henri Rapin, autor de las pinturas de las bóvedas sobre el tema de las cuatro estaciones, del panel en el fondo del salón y del estuco decorativo. El pintor Octave Denis Victor Guillonnet realizó la parte central del techo. La obra se completó en 1928 y la sala se inauguró en 1929
Fue inscrito por orden de 16 de abril de 2011 en el registro de monumentos históricos como "patrimonio del siglo XX de París".
Frente a la fachada del ayuntamiento, una estatua de bronce de Antoine Bourdelle representa al escultor Jean-Baptiste Carpeaux.